# یک عشق تابستانی
یک عشق تابستانی (به انگلیسی: One Summer Love) فیلمی محصول سال ۱۹۷۶ و به کارگردانی گیلبرت کیتس است. در این فیلم بازیگرانی همچون بو بریجز، سوزان ساراندون، آن ودجورث و میلدرد دانوک ایفای نقش کرده‌اند.